# Сільська
Сі́льська (рос. Сельская) — присілок у складі Бабушкінського району Вологодської області, Росія. Входить до складу Рослятінського сільського поселення.

## Населення
Населення — 9 осіб (2010; 31 у 2002).
Національний склад (станом на 2002 рік):
- росіяни — 100 %